# Zsidény
Zsidény (horvátul: Žiškovec) falu Horvátországban, Muraköz megyében. Közigazgatásilag Csáktornyához tartozik.

## Fekvése
Csáktornya központjától 7 km-re északra fekszik.

## Története
A csáktornyai uradalom része, mely 1546-ban a későbbi szigetvári hős Zrínyi Miklósé lett. Miután Zrínyi Pétert 1671-ben felségárulás vádjával halálra ítélték és kivégezték minden birtokát elkobozták, így a birtok a kincstáré lett.  1715-ben III. Károly a Muraközzel együtt gróf Csikulin Jánosnak adta zálogba, de a király 1719-ben szolgálatai jutalmául elajándékozta Althan Mihály János cseh nemesnek. 1791-ben a csáktornyai uradalommal együtt a Festeticsek vásárolták meg.
Vályi András szerint " SISKÓCZ. Siskovecz. Horvát falu Szala Várm. földes Ura Gr. Álthán Uraság, lakosai katolikusok, fekszik Vrasineczhez nem meszsze, és annak filiája; határja sovány."
1910-ben 228, túlnyomórészt horvát lakosa volt. A trianoni békeszerződésig Zala vármegye Csáktornyai járásához tartozott, majd a délszláv állam része lett. 1941 és 1945 között újra Magyarországhoz tartozott. 2001-ben 561 lakosa volt.

## Nevezetességei
Szent Vid tiszteletére szentelt temploma a murasiklósi plébánia fíliája.

## Külső hivatkozások
- Csáktornya város hivatalos oldala
- A Muraköz történeti kronológiája Archiválva 2010. július 31-i dátummal a Wayback Machine-ben